# 97 î.Hr.

## Nașteri
- dată necunoscută: Cornelia Cinna Minor  (d. 68 î.Hr.)